# Squalius lucumonis
Squalius lucumonis är en fiskart som först beskrevs av Bianco, 1983.  Squalius lucumonis ingår i släktet Squalius och familjen karpfiskar. IUCN kategoriserar arten globalt som starkt hotad. Inga underarter finns listade i Catalogue of Life.